# Корияма, Павел Кэндзиро
Павел Кэндзиро Корияма (яп. パウロ 郡山 健次郎 Пауро Ко:рияма Кэндзиро:, род. 20 августа 1942) — католический прелат, епископ Кагосимы с 3 декабря 2005 года по 7 июля 2018 года.

## Биография
20 марта 1942 года Павел Кэндзиро Корияма был рукоположён в священника.
3 декабря 2005 года Римский папа Бенедикт XVI назначил Павла Кэндзиро Корияму епископом Кагосимы. 29 января 2006 года состоялось рукоположение Павла Кэндзиро Кориямы в епископа, которое совершил епископ Кагосимы Павел Синъити Итонага в сослужении с архиепископом Нагасаки Иосифом Мицуаки Таками и архиепископом Токио Петром Такэо Окадой.